# Lakkavalli, Sagar
Lakkavalli là một làng thuộc tehsil Sagar, huyện Shimoga, bang Karnataka, Ấn Độ.